# المراكز الفنية التونسية
المراكز الفنية التونسية   هم مؤسسات تونسية تحت وصاية وزارة الصناعة، ونجد في تونس ثمانية مراكز فنية:
- المركز الوطني للجلود والأحذية.
- المركز الفني لصناعة الخشب والتأثيث.
- المركز الفني للتعبئة والتغليف.
- المركز الفني للنسيج.
- المركز الفني للصناعات الغذائية.
- المركز التقني للكيمياء.
- المركز التقني لمواد البناء والخزف والبلور.
- المركز التقني للصناعات الميكانيكية والكهربائية.